# Autorenhaus Verlag
Die Autorenhaus Verlag GmbH ist ein Verlag mit Sitz in Berlin, der 1996 von Gerhild Tieger und Manfred Plinke als Verlag für Autoreninformation gegründet wurde. Autorenhaus selbst ist eine geschützte Marke. Neben der Verlagshomepage wird unter autoren-magazin.de eine Ratgeber-Homepage für Autoren mit Informationen, Adressen und Nachrichten für Autoren präsentiert.
Der Verlag ist spezialisiert auf Ratgeberbücher zum Kreativen Schreiben und zu Medienthemen (Film und Theater). Zum Verlagsprogramm gehören auch Übersetzungen aus dem Amerikanischen und Englischen. Verlegt werden Bücher unter anderem von Sibylle Knauss, Birgit Vanderbeke, Marion Gay, Joachim Fest, Lajos Egri, Natalie Goldberg, Syd Field, Joyce Carol Oates, Ursula K. Le Guin, Sylvia Englert, Ray Bradbury, Sidney Lumet, Claude Chabrol, Blake Snyder, Sol Stein, Thomas de Quincey. Darüber hinaus erscheint im Autorenhaus das Autoren-Handbuch.
Zusätzliche Bekanntheit im deutschsprachigen Buchhandel erlangte der Verlag, als er 2006 vom Bund Deutscher Schriftsteller wegen eines kritischen Artikels über Druckkostenzuschussverlage verklagt wurde. Die Klage wurde abgewiesen.

## Veröffentlichungen
- Manfred Plinke: Handbuch für Erst-Autoren. Verlagsadressen, Buchverlage, Manuskript, Buch veröffentlichen - Wie ich mein Manuskript anbiete und den richtigen Verlag finde. Tipps & Checklisten, Verlage & Agenturen, Begleitbrief & Manuskriptgestaltung, 7., überarbeitete Auflage. Autorenhaus, Berlin 2010, ISBN 978-3-86671-094-8.
- Manfred Plinke:  Mini-Verlag. So verkaufen Sie Ihr Buch! Selbstverlag, Publishing on Demand, Verlagsgründung, Buchherstellung, Buchmarketing, Buchhandel, Direktvertrieb.	8., überarbeitete und ergänzte Auflage, Autorenhaus, Berlin 2012, ISBN 978-3-86671-109-9.
- Manfred Plinke: Publishing on Demand. Vom Manuskript zum Selbstverlag: wie Sie Ihr Buch herstellen und verkaufen. Internet, Buchhandel, Direktvertrieb.	In: Ratgeber für Autoren, Autorinnen. 2., vollständig überarbeitete Auflage, Autorenhaus, Berlin 2001, ISBN 3-932909-76-3 (Hergestellt on demand).
- Manfred Plinke, Gerhild Tieger: Deutsches Jahrbuch für Autoren, Autorinnen. Schreiben und Veröffentlichen: Aktuelle Informationen und Adressen aus dem Literatur- und Medienmarkt: Theater, Film/TV, Hörmedien, Buch - 3000 neu recherchierte Adressen. Autorenhaus, Berlin 2010/2011, ISBN 978-3-86671-064-1.
- Gerhild Tieger: Anleitung zur Autobiografie in 300 Fragen. Wege in die Erinnerung, Autorenhaus, Berlin 2010, ISBN 978-3-86671-085-6.

## Einzelnachweis
1. ↑  Börsenblatt Online (Memento vom 27. September 2007 im Internet Archive) Meldung zur Klageabweisung vom 28. August 2006.